# Universität Münster
Universität Münster i Münster er med 39.000 studerende og omkring 120 fag et af de største universiteter i Tyskland, efter Universität zu Köln og Ludwig-Maximilians-Universität. Det blev åbnet i 1780.
Universitetets bygninger er fordelt over hele byen; administrationen holder til på slottet i Münster.
Ud over Universität Münster findes der flere højskoler i Münster.
Fra 1902 til 2023 bar universitetet navnet »Westfälische Wilhelms-Universität«.